# Möttuls saga
Möttuls saga (nórdico antiguo: Mǫttuls Saga), también Skikkju saga es una de las sagas caballerescas relacionadas con el ciclo artúrico, cuya autoría se ha atribuido al Hermano Roberto. Es un divertido relato sobre pruebas de castidad en la corte noble del rey Arturo por medio de una manta mágica, una versión en nórdico antiguo del anónimo francés Le lai du cort mantel. Diversas copias han sobrevivido desde el siglo XIV hasta el siglo XIX, destacando el manuscrito Stockholm Perg. 4.º:6 (C. 1400). Un detalle interesante de la saga sobre costumbres medievales, es el cambio de concepto del honor personal en un entorno de absolutismo en alza, inculcando en los súbditos que el honor del rey era de suma importancia, y por lo tanto el honor individual era prescindible si es necesario cuando la gloria del rey estaba en juego.